# Freddie Wong
Freddie Wong (Seattle, 13 settembre 1985) è un regista e youtuber statunitense, noto per due canali molto popolari, RocketJump e RocketJump 2.

## Biografia

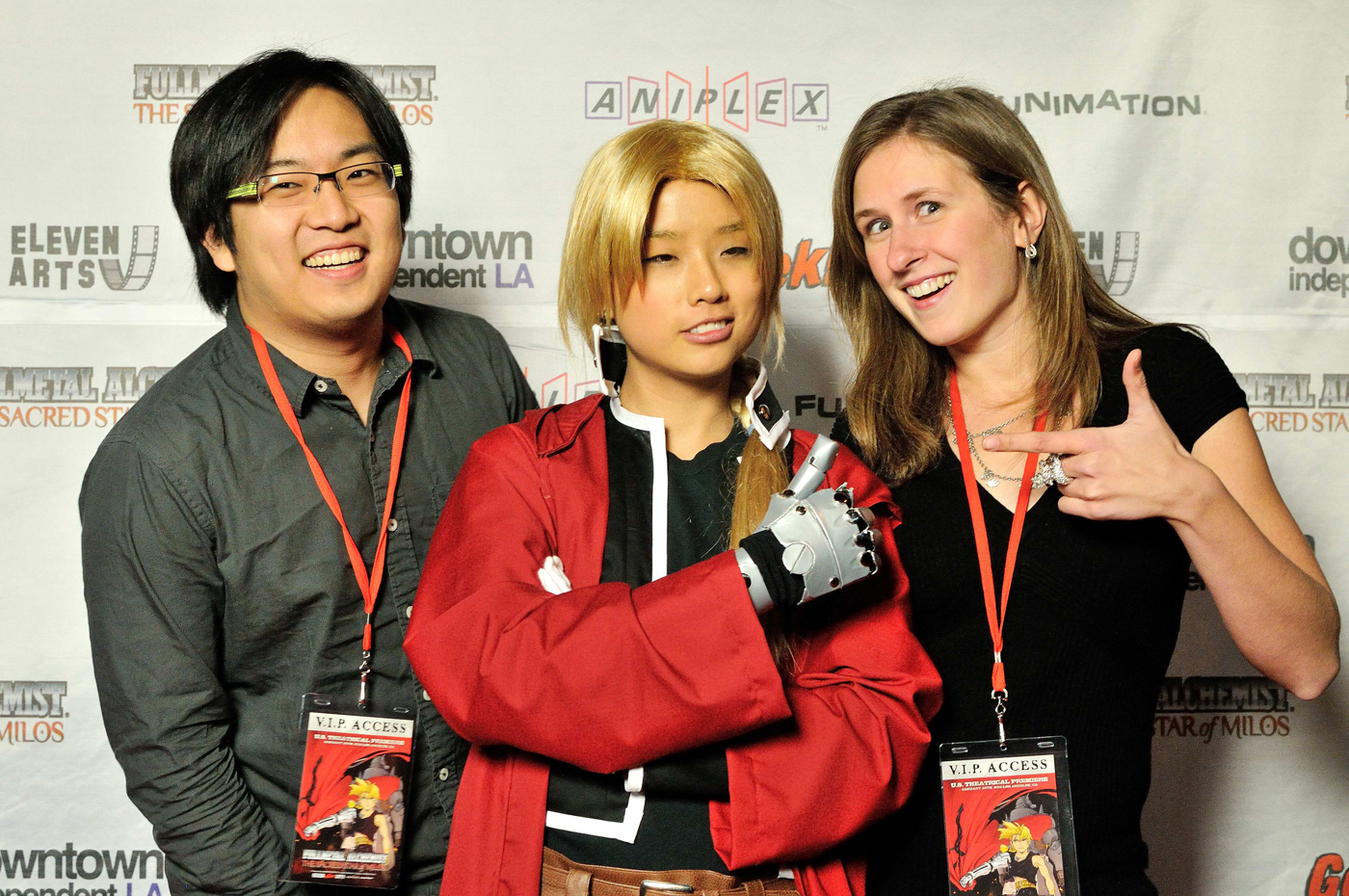
Freddie Wong alla première di Fullmetal Alchemist - La sacra stella di Milos (2012) assieme ad un cosplayer di Edward Elric

Si diploma presso la Lakeside School di Seattle; in seguito si laurea alla School of Cinematic Arts della University of Southern California. Wong possiede e gestisce Overcrank Media, società di produzione multimediale specializzata in film e contenuti di video online, a Los Angeles. Ha prodotto un film indipendente intitolato Bear. Wong ha incontrato il suo futuro collaboratore Brandon Laatsch al college. Hanno collaborato con vari artisti di Hollywood e con società di sviluppo di videogiochi.
Wong ha partecipato al World Series of Video Games a Dallas nel luglio del 2007. Ha vinto il primo premio al Guitar Hero 2 per la riproduzione del brano Less Talk More Rokk dei Freezepop.
Durante la festa di MTV "Gamer's Week", nel novembre del 2007, Freddie è apparso come ospite nel Total Request Live.
Possiede due canali YouTube, con il canale principale ha un totale di 882 milioni di visualizzazioni video e oltre 8,2 milioni di iscritti.
Nel 2010 ha contribuito con Joe Penna, noto come MysteryGuitarMan su YouTube, a girare uno spot per il McDonald's. Nel 2011 Wong ha prodotto, co-diretto e recitato in uno spot televisivo di Battlefield 3 su richiesta della Electronic Arts.
Ha inoltre girato e interpretato Time Crisis, cortometraggio d'azione basato sull'omonimo videogioco, con protagonista Andy Whitfield.
Dal 2012 è direttore e produttore della serie web "Video Games High School", con la collaborazione dello studio RocketJump, di sua fondazione.

### Vita privata
Freddie è il fratello maggiore del collega youtuber Jimmy Wong.

## Filmografia
- Chuck (2011, 1 episodio): Appare brevemente nel ruolo di Hacker informatico.
- Video Games High School (2012): Produttore e regista. Interpreta il ruolo di insegnante fannullone, mantenendo però il nome di Freddie Wong.
- Video Games High School - Stagione 2 (2013): Produttore e regista. Interpreta il ruolo di insegnante fannullone.
- Video Games High School - Stagione 3 (2014): Produttore e regista.